# François Viète

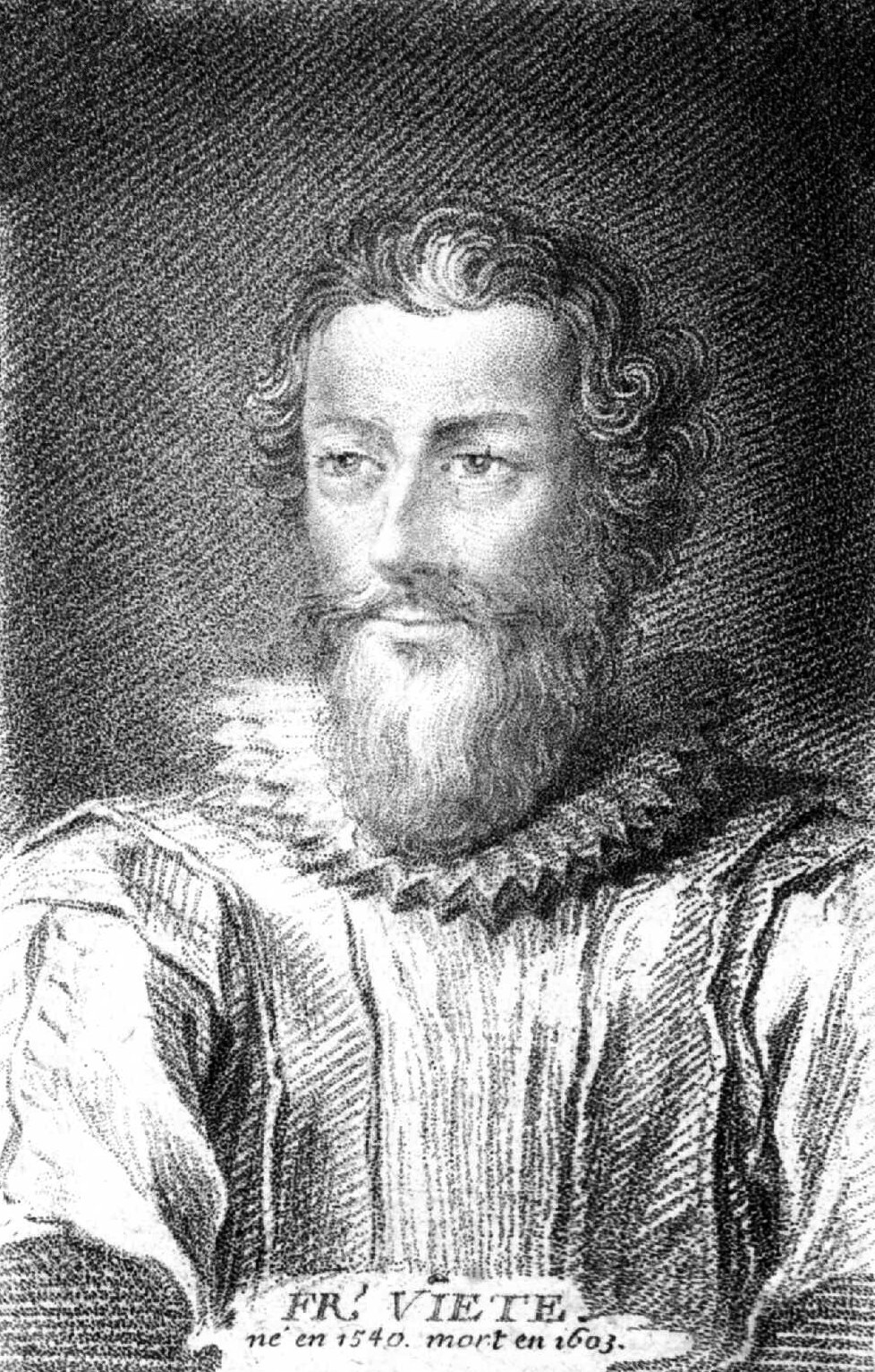
François Viète

François Viète (ur. 1540 w Fontenay-le-Comte, zm. 23 lutego 1603 w Paryżu) – francuski matematyk, astronom i prawnik.

## Życiorys
Studiował i praktykował prawo, następnie pracował jako nauczyciel przedmiotów ścisłych w domach szlacheckich oraz radca królewski i parlamentarny (parlamentu Bretanii).
Zajmował się m.in. algebrą i trygonometrią, sformułował wzory algebraiczne pozwalające rozwiązywać równania kwadratowe, zwane dziś wzorami Viète’a. Wprowadził notację literową dla stałych w równaniach. Pewne literowe oznaczenia stosowane były w starożytności przez Diofantosa. François Viète jako pierwszy wprowadził osobne oznaczenia literowe dla niewiadomych i inne dla współczynników. 
Podczas wojny francusko-hiszpańskiej Viète znalazł klucz do szyfru używanego przez Hiszpanów.

## Publikacje
Główne dzieła:
- 1579: Canon mathematicus,
- 1591: In artem analiticem isagoge.